# Memento
Memento – amerykański dramat dreszczowy neo-noir z 2000 roku w reżyserii Christophera Nolana.

## Obsada
- Guy Pearce – Leonard Shelby
- Carrie-Anne Moss – Natalie
- Joe Pantoliano – Teddy Gammell
- Mark Boone Junior – Burt Hadley
- Jorja Fox – żona Leonarda
- Stephen Tobolowsky – Sammy Jankis
- Harriet Sansom Harris – Mrs. Jankis

## Fabuła
Film przedstawia historię mężczyzny chorego na rzadkie zaburzenie pamięci krótkotrwałej. Nie jest on w stanie zapamiętać niczego, co działo się wcześniej niż kilkanaście minut przed chwilą obecną. Ostatnią rzeczą, którą pamięta, jest śmierć swojej żony. Prowadzi w tej sprawie śledztwo, co w jego stanie jest trudne, posiłkując się notatkami zarówno papierowymi, jak i wytatuowanymi na całym ciele, a także podpisanymi zdjęciami. W ten sposób może odtworzyć podstawowe informacje. W śledztwie pomaga mu Teddy Gammell.
Film składa się z dwóch przeplatających się ciągów czasowych (filmowanych jeden dla odróżnienia w kolorze, a drugi w czerni i bieli), z których jeden (kolorowy) jest odwrócony w czasie, to znaczy sceny przebiegają normalnie, lecz są przedstawiane w odwrotnej kolejności. Dzięki temu zabiegowi widz uczestniczy z Leonardem Shelbym na równych prawach w odkrywaniu sprawy śmierci jego żony.

## Nagrody i nominacje
Oscary za rok 2001
- Najlepszy scenariusz oryginalny – Christopher Nolan, Jonathan Nolan (nominacja)
- Najlepszy montaż – Dody Dorn (nominacja)

Złote Globy 2001
- Najlepszy scenariusz – Christopher Nolan (nominacja)

Nagroda Satelita 2001
- Najlepszy film dramatyczny (nominacja)
- Najlepsza reżyseria – Christopher Nolan (nominacja)
- Najlepszy scenariusz oryginalny – Christopher Nolan (nominacja)
- Najlepszy aktor dramatyczny – Guy Pearce (nominacja)

MTV Movie Awards 2002
- Najlepszy nowy młody filmowiec – Christopher Nolan

Nagrody Saturn 2001
- Najlepszy film akcji/przygodowy/thriller
- Najlepszy aktor – Guy Pearce (nominacja)

Nagrody Saturn 2002
- Najlepsze wydanie na DVD (nominacja)